# Ellsworth & Fay
Ellsworth & Fay war ein US-amerikanischer Hersteller von Automobilen.

## Unternehmensgeschichte
Der Techniker Thomas J. Fay verließ im Oktober 1906 die Smith & Mabley Manufacturing Company. Daraufhin gründete er zusammen mit John Mager Ellsworth als Geldgeber das Unternehmen. Der Sitz war in New York City. 1907 begann die Produktion von Automobilen. Der Markenname lautete Ellsworth. Im gleichen Jahr endete die Fahrzeugproduktion. Danach beschränkten sie sich auf die Fertigung von rostfreiem Stahl.
Es ist nicht bekannt, wann das Unternehmen aufgelöst wurde.

## Fahrzeuge
Das einzige Modell hatte einen Vierzylindermotor mit T-Kopf. Er leistete 40 PS. Zur Wahl standen Ketten- und Kardanantrieb. Der Neupreis betrug 5000 US-Dollar.